# Poškození rostlin psí močí

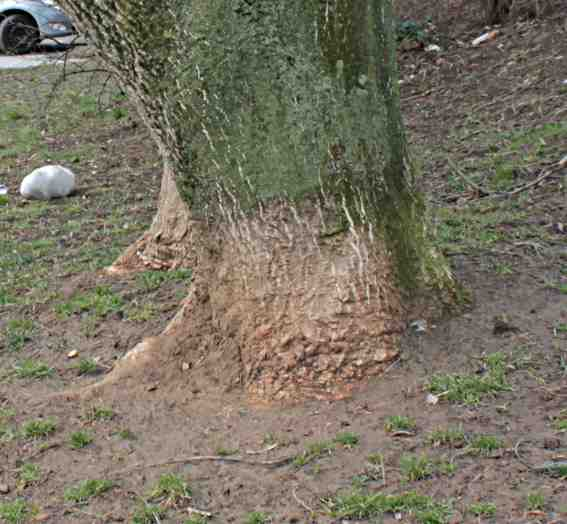
Detail poškození ořešáku psí močí, Brno Komín, sídliště.

Poškození rostlin psí močí je poškození způsobované psy na rostlinách. Vážným problémem je toto poškození u mladých rostlin, zejména stálezelených dřevin a na silně postižených místech, běžně například v lidských sídlištích. Vážné vady na kráse poškození působí i na porostech nízkých rostlin, například záhonech letniček anebo trávnících.

## Příznaky
Šedavé zbarvení spodní části kmene, někdy trhliny v borce, nekrotizované skvrny na okrajích listů. Suché plochy v porostu velmi nízkých rostlin, někdy obklopené okrajem s bujnější vegetací, typické poškození trávníků „vypálením“. Na frekventovaných místech silný zápach. 

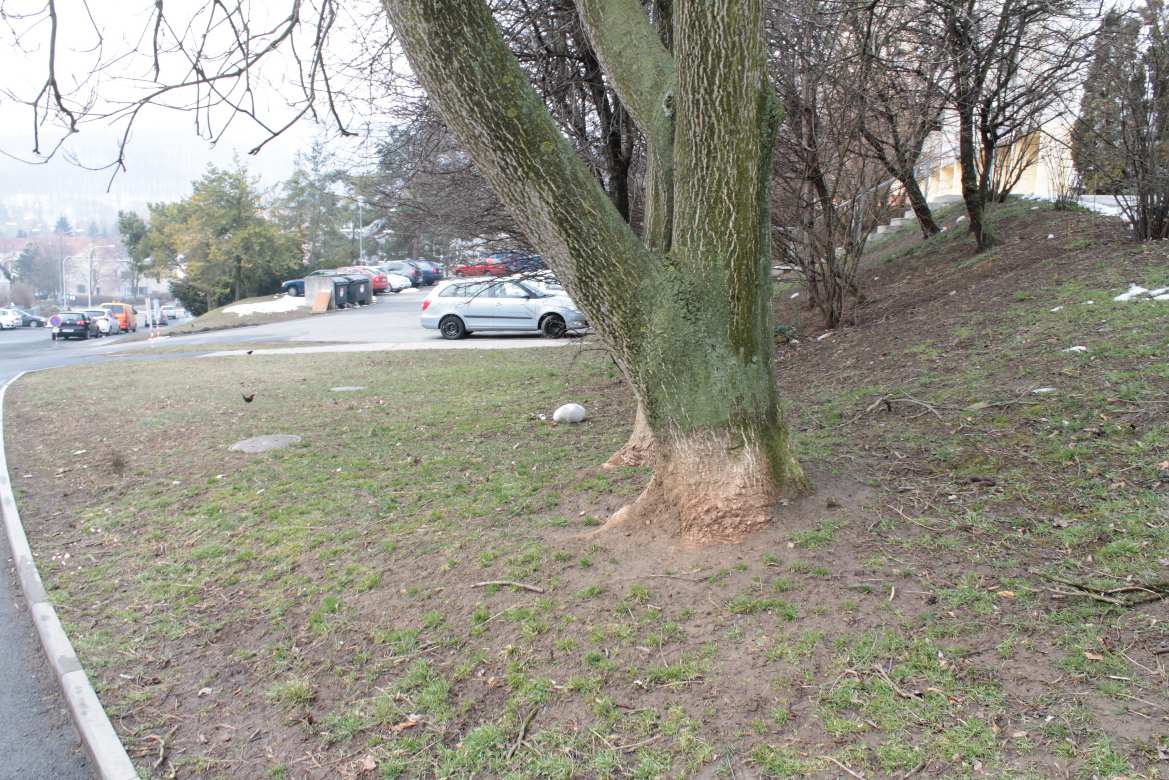
Poškození ořešáku psí močí, Brno Komín, sídliště.

## Příčiny poškození
Moč zejména psích samců a teritoriálních samic, kteří značkují své teritorium. Kritická (pro pěstitele) jsou místa v okolí plotů, kde musí pes zvláště oznámit všem okolojdoucím možným narušitelům, že tady vládne on. Další poškození může vznikat nadměrnými dávkami dusíku, přehnojením.

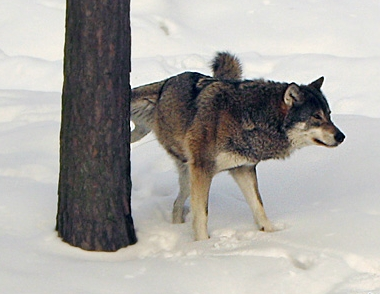
Vlk značující své teritorium

### Mechanismus vzniku
Psi vylučují průměrně na 1 kg váhy 24–41 ml moči za den, pH psí moči se pohybuje mezi 5,5–7. Psí moč je koncentrovaná tekutina s vysokým obsahem solí. K poškození pokožky větví a kmene, listů, kořenů dochází osmotickým jevem, plazmolýzou.

## Význam
Vážné estetické vady až úhyn bylin nebo dřevin.

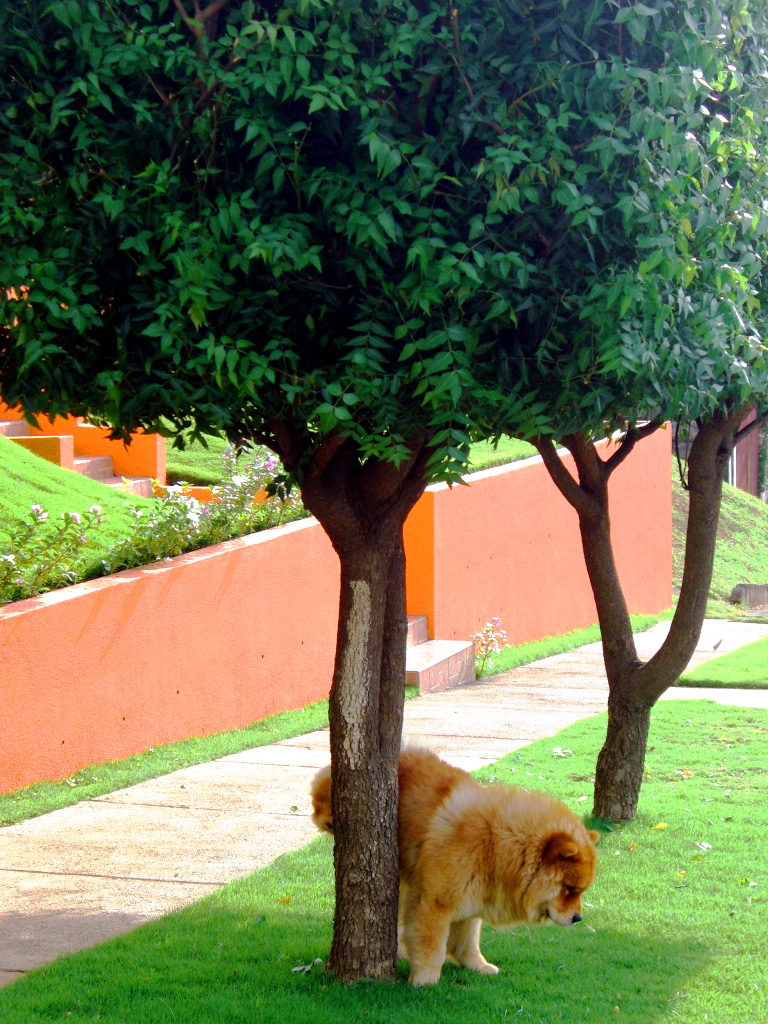
Značkující pes.

## Ochrana
Použití ohrady, fólie, pravidelně vyměňovaného mulče, instalace psích záchodků. 